# Rhyacia banghaasi
Rhyacia banghaasi är en fjärilsart som beskrevs av Charles Boursin 1940. Rhyacia banghaasi ingår i släktet Rhyacia och familjen nattflyn. Inga underarter finns listade.